# Paris-Brest

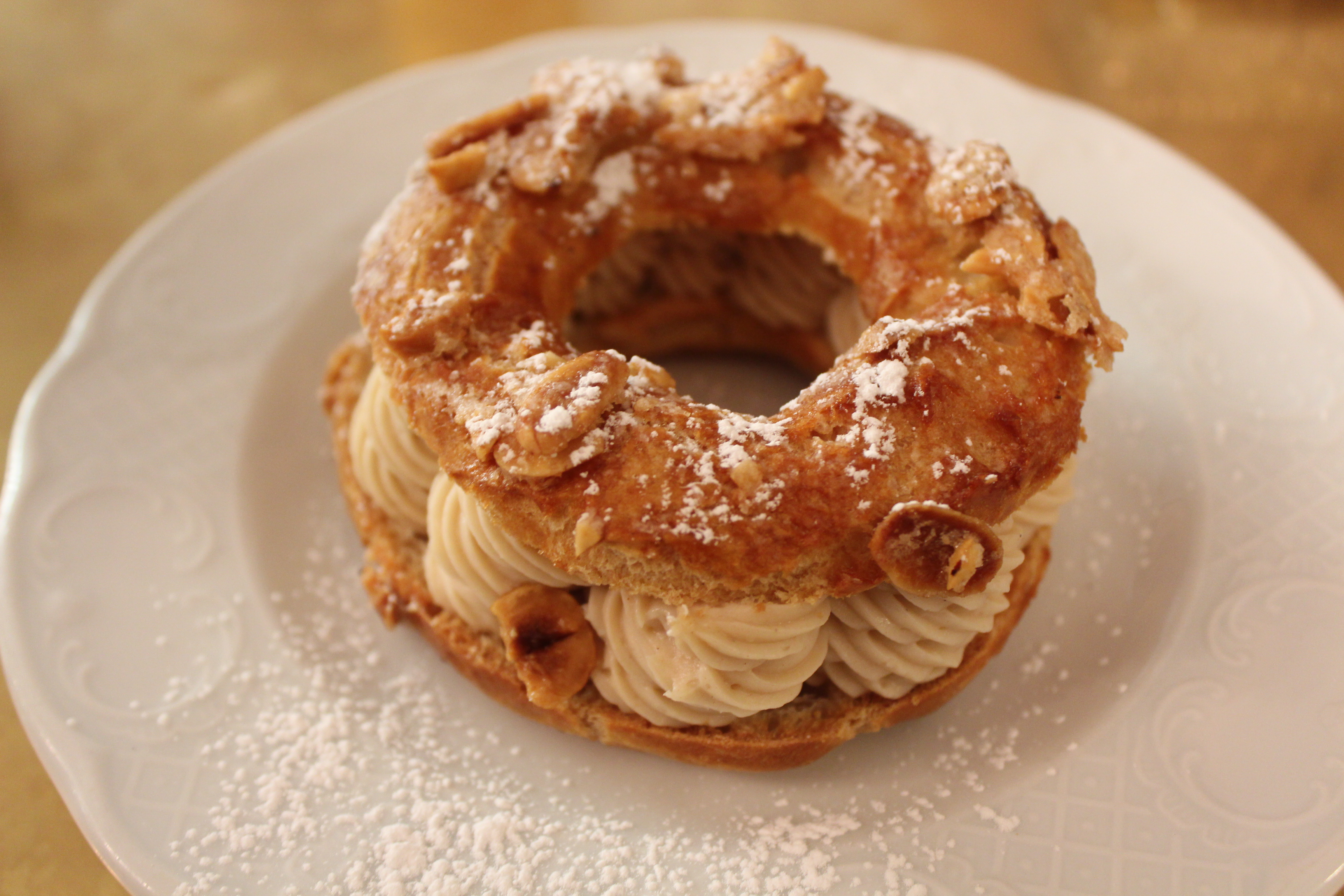
Ein Paris-Brest

Ein Paris-Brest [paʀibʀɛst] ist eine französische Süßspeise. Sie besteht aus einem waagerecht aufgeschnittenen Ring aus Brandmasse, der mit einer Haselnusskrokant-Buttercreme gefüllt und mit Mandelblättchen und Puderzucker bestreut ist.
Der französische Konditor Louis Durand aus Maisons-Laffitte erfand im Jahr 1910 die Paris-Brest. Er wurde von dem seit 1891 stattfindenden Fahrradrennen Paris–Brest–Paris inspiriert. Die runde Form der Paris-Brests soll an einen Fahrradreifen erinnern.